# Grevyzebra
Grevyzebra eller Grevysebra (Equus grevyi) hör till familjen hästdjur. Djuret är uppkallat efter Jules Grévy som var Frankrikes president under 1880-talet och som fick en grevyzebra som gåva av Abessiniens regering. I vissa regioner av Kenya lever grevyzebra och stäppzebra i samma territorium.

## Utseende
Grevyzebran är den största av de tre arterna zebror, med en längd av 250 till 300 cm (huvud och bål), plus en svans på 40–70 centimeter, en mankhöjd på 140–160 centimeter och en vikt på 350 till 400 kilogram för honor samt 380 till 450 kilogram för hannar. Den kan bli upp till 25 år gammal. Det som tydligast skiljer den från andra zebror är den bruna mulen och de stora, rundade öronen, som är vita i spetsen, samt den kortare svanstofsen. Ränderna är smala och sitter tätt. Buken är vit och på djurets rygg finns en svart längsgående strimma. Hos ungdjur av grevyzebra sträcker sig manen bak till svansroten.

## Utbredning
Grevyzebran hör hemma på torra stäpper i Kenya och Etiopien, kanske också i Somalia, men den står under utrotningshot och är väldigt sällsynt. Den lever bland annat i skyddsområdena Samburu National Reserve och Meru nationalpark. I vissa delar av utbredningsområdet genomför grevyzebran vandringar för att undvika torra regioner. Troligen finns det bara ett fåtal isolerade, ursprungligt vilda bestånd kvar. 

## Levnadssätt
Beteendemässigt är den mer lik åsnan än de andra zebrorna. Till exempel lever den oftare i små sociala grupper, tillfälliga hjordar som håller ihop i några månader, än i mer varaktiga hjordar. Vuxna hingstar lever mestadels ensamma i revir om 2–12 kvadratkilometer. Reviren markeras med spillningshögar och honorna i ett revir parar sig endast med den revirhävdande hannen. Alfahannar lämnar sitt territorium bara i nödsituationer, till exempel vid uteblivet regn. Unga omogna hannar tolereras i reviret.
Dräktigheten varar i ungefär ett år och sedan föds vanligen ett ungdjur. Nyfödda grevyzebror är svarta och bruna. Först efter fyra månader utvecklas de strimmor som är typiska för vuxna individer. Som anpassning till det torra levnadsområdet diar ungdjur av grevyzebra inte lika ofta som andra zebror och de börjar först efter 3 månader med vatten. Efter cirka tre år är ungen könsmogen och lämnar modern. Hingstar parar sig nästan aldrig innan de är 6 år gamla då de blir bortjagade av en alfahanne. Den äldsta kända individen i fångenskap blev 22 år gammal.
Grevyzebran betar gräs, men äter också blad och skott från buskar. Eftersom den lever i torra områden, är den bättre anpassad till torka än den vanliga zebran, men dricker så ofta det finns möjlighet.

## Hot mot Grevyzebran
I historisk tid fanns grevyzebran fram till Egypten och norra Afrika. Där blev den utrotad under antiken. Därför antas att antika naturforskare menade denna art när de skriver om Hippotigris (tigerhäst). Sedan glömdes arten bort och först 1882 blev den åter upptäckt av den franska zoologen Émile Oustalet.
Grevyzebran har jagats hårt, främst för sitt skinn, och är klassad som en hotad art. Dessutom antogs att grevyzebran är en konkurrent till boskapsdjur men i själva verket äter den mer hårda och torra grässorter som är onyttiga för nötkreatur. I Somalia och Etiopien är arten nästan utrotad. Bara i Kenya finns tillräckliga skyddsåtgärder som hjälper arten att överleva. Trots detta sjönk populationen under 1980-talet med 70 %. Enligt uppskattningar från 2016 lever cirka 2 350 vilda individer i Kenya och ungefär 230 exemplar i Etiopien. Populationen i Somalia betraktas som utrotad sedan 1970-talet.